# Tesha Harry
Tesha Harry est une ancienne joueuse de volley-ball américaine née le 25 janvier 1981 à Saint-Georges (Grenade). Elle mesure 1,88 m et jouait au poste de centrale. Elle a terminé sa carrière en 2012.

## Clubs
| Club                   | De        | À         |
| ---------------------- | --------- | --------- |
| Stony Brook University | 2002-2003 | 2003-2004 |
| USC Braunschweig       | 2004-2005 | 2005-2006 |
| Köpenicker SC          | 2006-2007 | 2006-2007 |
| 1. VC Wiesbaden        | 2007-2008 | 2007-2008 |
| Dresdner SC            | 2008-2009 | 2011-2012 |

## Palmarès
- Challenge Cup féminine
  - Vainqueur: 2010.
- Coupe d'Allemagne
  - Vainqueur: 2010.
- Championnat d'Allemagne
  - Finaliste : 2008, 2011.